# Corpora cardiaca
Die Corpora cardiaca (Singular Corpus cardiacum) sind paarige Hormondrüsen der Insekten, die hinter dem Oberschlundganglion liegen. Sie sind das wichtigste Neurohämalorgan der Insekten. Der Name leitet sich von der Lagebeziehung zum Herzen ab (lat. corpus ‚Körper‘ und latinisiertes Griechisch cardia ‚Herz‘).
Vom Gehirn ziehen drei Hauptnervenbündel (Nervi corporis cardiaci, NCC I, II und III) in die Corpora cardiaca. NCC I entspringt an den medialen neuroendokrinen Zellen des Protocerebrums, NCC II an den lateralen, NCC III im Tritocerebrum. Zu den ebenfalls zu den Neurohämalorganen zählenden Corpora allata ziehen die Nervi corporis allati I.
In den Corpora cardiaca werden von neurosekretorischen Zellen des Insektengehirns gebildete Peptidhormone durch Umbau von Vorläufermolekülen aktiviert, gespeichert, und kontrolliert in die Hämolymphe abgegeben. Dazu zählen zum Beispiel Insulin-verwandte Peptide (Insulin-related peptides, IRP) wie das Bombyxin und adipokinetischen Hormone (AKH), die Fett- und Energiestoffwechsel  über die Konzentration der Kohlenhydrate in der Hämolymphe regulieren. Zudem werden die Hormone Corazonin und Eclosionshormon an die Hämolymphe abgegeben, Neuropeptide, welche ein wichtiger Teil der Signalkaskade sind, die Häutungsvorgänge wie zum Beispiel das Schlüpfen der Adulten aus der Puppe induzieren.